# FreeCAD
FreeCAD är ett öppet källkods-3D-CAD/CAE-program baserat på OpenCascade, QT och Python. Programmet riktar sig till maskinteknik och industridesign, men fungerar även för andra områden kring design som arkitektur och specialområden där 3D kan tillämpas.
Många komplexa arbetsflöden kan automatiseras i FreeCAD med hjälp av ett inbyggt makrosystem. FreeCAD är uppbyggt som ett front-end- och ett back-end-system, så FreeCAD kan även integreras i andra program. I senaste stabila versionen 0.12 saknas fullt GUI stöd för många av funktionerna som back-end klarar av.
Dessa kan dock nås via FreeCADs inbyggda pythonkonsol.

## Bakgrund
FreeCAD erbjuder liknande funktioner som Solidworks, Autodesk Inventor, CATIA med flera, och hamnar därför i samma kategorier som MCAD, PLM, CAx och CAE. FreeCAD är under utveckling och kommer att bli en parametrisk solidmodellerare med en modulär mjukvaruarkitektur vilket gör det lätt att erbjuda extra funktionalitet utan att behöva ändra kärnsystemet.

## Utveckling

### Framtida implementeringar
En del av den nuvarande utvecklingen handlar om att förbättra följande områden:
- Stöd för flera renderare än POV-Ray.
- En arkitektmodul för BIM-liknande arbetssätt med IFC-kompatibel standard.
- En robotsimuleringsmodul för att studera robotars rörelser. Till exempel 6-axliga Kuka-robotar.[3]
- En ritningsmodul som renderar 3D-modeller till vektorgrafik, anpassat för konstruktionsritningar.[4]

## Filformatstöd
Visst stöd eller fullt stöd för import och export finns till följande format:

### Import
- FreeCAD dokument FCStd
- Autodesk DXF
- Common Airfoil data DAT
- Vektorgrafik svg, svgz, även SVG som geometri.
- CAD formaten IGS, IGES, STEP, STP, BREP, BRP
- FEM formaten UNV, MED DAT, BDF
- IDF emn
- Bild formaten BMP, JPG, PNG, XPM
- Inventor V2.1 IV
- Polygonformaten STL, AST, BMS, .obj, PLY
- Open CAD formaten OCA, GCAD
- Punkt formatet ASC
- POV-Ray formaten POV och INC
- Python PY, FCMacro samt FCScript
- VRML V2.0; WRL, VRLM, WRZ, WRL.gz

### Export
.ast, .bms, .brep, .brp, .dat, .dxf, .iges, .igs, .iv, .med, .obj, .oca, .off, .ply, .poly, .step, .stl, .stp, .svg, .svgz, .unv, .vrml, .wrl, .wrl.z, .wrz